# كريستل مورينو
كريستل مورينو هي ممثلة فلبينية، ولدت في 14 يناير 1991.

## وصلات خارجية
- كريستل مورينو على موقع IMDb (الإنجليزية)
- كريستل مورينو على موقع أول موفي (الإنجليزية)
- كريستل مورينو على موقع قاعدة بيانات الفيلم (الإنجليزية)